# Ptilodexia lateralis
Ptilodexia lateralis là một loài ruồi trong họ Tachinidae.